# Religionsedikt vom 9. Juli 1788

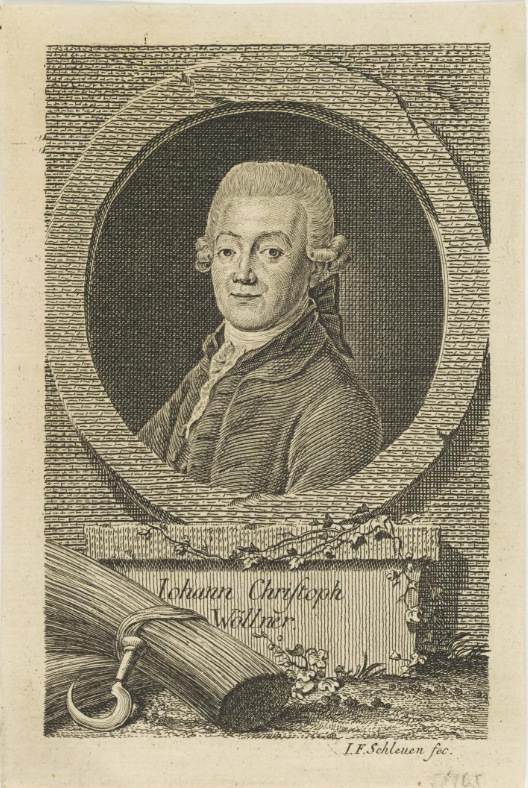
Der preußische Staatsminister Johann Christoph von Woellner, von 1788 bis 1798 Leiter des Geistlichen Departements

Das Religionsedikt vom 9. Juli 1788 verschärfte die Aufsicht des preußischen Staates über die Kirchen und das Schulwesen mit dem Ziel, aufklärerische Tendenzen einzudämmen. Es wurde von König Friedrich Wilhelm II. erlassen, großen Einfluss auf seine Ausgestaltung hatte Staatsminister Johann Christoph von Woellner als Leiter des Geistlichen Departements. Zusammen mit dem einige Monate später erlassenen Zensuredikt vom 19. Dezember 1788 markiert es das Ende der staatlichen Toleranzpolitik Friedrichs II.

## Vorgeschichte
In den 1780er Jahren war Preußen Austragungsort scharfer religiöser Auseinandersetzungen. Das lag zum einen daran, dass der traditionell protestantische Staat seit der Ersten Polnischen Teilung auch Gebiete mit mehrheitlich katholischer Bevölkerung umfasste, die es nun zu integrieren galt. Zum anderen hatte die breite geistige Strömung der Aufklärung, die die zweite Hälfte des 18. Jahrhunderts prägte, auch vor den Kirchen nicht Halt gemacht. Viele lutherische oder reformierte Theologen in Preußen vertraten rationalistische Positionen, hingen der Naturrechtsphilosophie Christian Wolffs an oder lehnten eine wortwörtliche Auslegung der Bibel ab. Dadurch gerieten sie in Konflikte mit der lutherischen Orthodoxie, die am Offenbarungscharakter der Bibel festhielt und auch wundergläubige oder abergläubische Praktiken der Volksfrömmigkeit duldete oder in Schutz nahm. Auch wenn die neologische Theologie an der Religion als Stütze der Moral festhielt und unter Friedrich II. konfliktfrei mit der preußischen Staatskirche kooperiert hatte, sahen der neue König Friedrich Wilhelm II. und sein Minister für das geistliche Departement, Woellner, Handlungsbedarf: Sie wollten im Sinne des landesherrlichen Kirchenregiments die religiösen Streitigkeiten befrieden, die Kirche wieder stärker kontrollieren und dem Rationalismus die Spitze nehmen. Woellner war ein hohes Mitglied des gegenaufklärerischen Geheimbunds der Rosenkreuzer, dessen Ordensobere er in Fragen der Religionspolitik konsultierte.
Das Religionsedikt wurde durch die Gründung des sogenannten Oberschulkollegiums veranlasst, das im März 1788 einer Reform zustimmte, die die Schulen aus der Aufsicht der Geistlichkeit löste. Die Initiative war von dem aufklärerischen Zirkel um Minister Karl Abraham von Zedlitz ausgegangen. Woellner drängte den König, Zedlitz als Chef des geistlichen Departements zu entlassen. Daraufhin setzte Friedrich Wilhelm II. seinen Günstling an die Stelle von Zedlitz. Woellner war nun für das preußische Kirchen-, Schul- und Stiftswesen verantwortlich. Damit war die Grundlage für die Ausarbeitung des Religionsediktes geschaffen. Zu diesem Zeitpunkt verfügte Woellner bereits über ein konkretes religionspolitisches Konzept. Schon 1785, also noch zu Lebzeiten Friedrichs II., hatte er den Entwurf einer „Allgemeinen Reflexion“ an Friedrich Wilhelm übergeben. Darin bezeichnete er Preußen als „Land der Religionsspötter“, in dem das Volk die heilige Autorität Gottes und der Monarchie untergrabe. Für ihn war das Religionsedikt eine „staatspolitische Notwendigkeit“, um Kirche und Gesellschaft „zur frühchristlichen Reinheit zurückzuführen“.

## Inhalt
Das Edikt umfasste 14 Paragraphen und begann mit einer Toleranzerklärung: Allen drei in Preußen vertretenen christlichen Konfessionen, nämlich der reformierten, der lutherischen und der katholischen, wurde Religionsfreiheit zugestanden. Allgemeine Toleranz wurde jedem zugesichert, „so lange ein jeder ruhig als ein guter Bürger des Staates seine Pflichten erfüllet, seine jedesmalige besondere Meynung aber für sich behalte“. „Öffentlich geduldeten Secten“, gemeint waren Juden und religiöse Sondergemeinschaften, wurde der bis dahin gewährte landesherrliche Schutz bestätigt. Missionierung wurde aber sowohl ihnen als auch den Katholiken verboten. In Breslau protegierte der König die 1791 gegründete Wilhelms-Schule, eine jüdische Bürgerschule, und gewährte ihr neben einem Darlehen die Führung seines Namens. Protestantische Geistliche wurden unbeschadet ihrer eigenen Gewissensfreiheit auf die Beibehaltung der Liturgie und der christlichen Glaubenslehre verpflichtet, da manche von ihnen „sich ganz zügellose Freiheiten, in Absicht des Lehrbegriffs ihrer Confession erlauben“ und „wesentliche Stücke und Grundwahrheiten der protestantischen Kirche und der christlichen Religion überhaupt wegläugnen“ würden. Damit war aufklärerisches Gedankengut, namentlich Deismus, Naturalismus und Zweifel an der Verbalinspiration der Bibel gemeint. Bei Verstößen drohten Amtsenthebung, Ausweisung, Geld- und Haftstrafen. Es sei darauf zu achten, dass alle Theologieprofessuren, Pfarr- und Schulstellen nur glaubensfesten Bewerbern zugänglich würden.

## Wirkungen
Das Religionsedikt stieß sofort auf große Ablehnung. Ganz offenkundig verstanden Woellner und der König in absolutistischer Weise staatliche Maßnahmen als kirchliche, die Kirche war nur noch ausführendes Organ. Dagegen und auch inhaltlich gegen die Verdammung der Aufklärung protestierten fünf Oberkonsistorialräte, nämlich Johann Joachim Spalding, Friedrich Samuel Gottfried Sack, Johann Samuel Diterich, Wilhelm Abraham Teller und Anton Friedrich Büsching, die alle eine neologische Theologie vertraten. Ihre Protestschreiben vom 10. September und 1. Oktober 1788 wurden als „Insubordination“ zurückgewiesen. Doch damit war nicht mehr gewährleistet, dass die Kirchen selber das Religionsedikt durchsetzten, weshalb 1791 in Berlin eine Immediat-Examenskommission eingesetzt wurde, die alle Kandidaten für das Predigtamt auf ihre theologische Orthodoxie prüfte und das Oberkonsistorium kirchen-, schul- und hochschulpolitisch weitgehend entmachtete. Der Immediat-Examenskommission waren in den preußischen Provinzen zwölf Examenskommissionen untergeordnet. Um neologisch orientierte Theologen aus den preußischen Kirchen und Schulen herauszuhalten, hatten die Kandidaten vor diesen Kommissionen Probepredigten zu halten. Neu anzustellende Lehrer an Gymnasien und Stadtschulen hatten ein Revers zu unterzeichnen, in dem sie sich von aufklärerischem Gedankengut distanzierten. Seit 1793 unternahm die Immediat-Examenskommission auch Visitationsreisen zu den Universitäten und höheren Schulen des Landes. Für die Land- und niederen Schulen Preußens wurde 1794 eine Anweisung erlassen, die dem Religionsunterricht oberste Priorität einräumte und alle anderen den Kindern zu vermittelnden Kenntnisse auf das Nötige beschränkte.
Weil sich aber sowohl die Universitäten als auch die Magistrate der Städte gegen den Ausschluss aufklärerischer Kandidaten wehrten, blieb die faktische Wirkung des Religionsedikts gering. Eine einzige Suspendierung aufgrund des Religionsedikts ist aktenkundig, nämlich 1791 die des Gielsdorfer Predigers Johann Heinrich Schulz, die wegen königlicher Eingriffe in den sich anschließenden Prozess vor dem Kammergericht Skandal machte. Friedrich Wilhelm II. forderte ein härteres Vorgehen, doch Woellner sperrte sich erfolgreich dagegen. Seit 1794 war das Verhältnis zwischen den beiden Männern zerrüttet.
Über hundert Publizisten veröffentlichten kritische Stellungnahmen gegen das Religionsedikt. Dies war einer der Gründe für den König, am 19. Dezember 1788 ein Zensuredikt zu erlassen. Es wurde bald auf Kritiker der woellnerschen Religionspolitik angewandt: Der Berliner Publizist und spätere Jakobiner Heinrich Würzer hatte den König in spöttischem Ton persönlich angegriffen: Er sei von seinen Beratern betrogen worden, das Edikt verstoße gegen die Menschenrechte. Dafür wurde er zu Festungshaft verurteilt. Der Pastor Karl Friedrich Bahrdt, der nach Veröffentlichung des Edikts sein Amt von sich aus niedergelegt hatte, veröffentlichte 1789 in Form eines Lustspiels eine beißende Satire darauf – auch er erhielt Festungshaft. Der württembergische Gelehrte Friedrich Karl von Moser dagegen fand es lediglich empörend, dass die Brüdergemeine, der er nahestand, mit Mennoniten und Juden in einen Topf geworfen wurde. Insbesondere nach der Französischen Revolution wurde die öffentlich geäußerte Kritik an Woellner und seinem Edikt schärfer: Jetzt war von „theologischem Despotismus“ die Rede, der Minister wurde öffentlich als „niederträchtiger und landesverräterischer Bösewicht“ verflucht. Positive Stimmen wie die von Johann Salomo Semler, Christian Friedrich Daniel Schubart und der gegenaufklärerischen Zeitschrift Die neuesten Religionsbegebenheiten blieben in der Minderheit.
Zustimmend zur Kenntnis genommen wurde das Edikt dagegen von den „Geheimen Oberen“ des Ordens der Gold- und Rosenkreuzer (angeblich asiatische Weise von „seraphischer Heiligkeit“, in Wahrheit drei Esoteriker aus Pfreimd in der Oberpfalz, die Wöllner und den König mit Instruktionen und Prophezeiungen an der Nase herumführten): Sie bedankten sich schriftlich für das Edikt, kündigten ihr segensreiches Erscheinen in Berlin an, zu dem es nie kam, und regten an, die gegenaufklärerischen Maßnahmen auf die Presse auszudehnen.
Nach dem Tod Friedrich Wilhelms II. 1797 geriet das Religionsedikt unter seinem Nachfolger Friedrich Wilhelm III., ohne dass es je formal aufgehoben wurde, zunehmend außer Gebrauch. Ein eigenmächtiger Versuch Woellners, die zuständigen Stellen erneut auf seine strikte Einhaltung zu verpflichten, führte zu einer scharfen Kabinettsorder des neuen Königs gegen diese Maßregel. Woellner wurde in der Folge ohne Pension entlassen. Die Tolerierungszusagen des Edikts wurden 1794 Teile des Allgemeinen Landrechts für die Preußischen Staaten.

## Wissenschaftliche Bewertung
In der Geschichtswissenschaft ist das Religionsedikt über Jahrzehnte ausgesprochen negativ beurteilt worden. Friedrich Christoph Schlosser etwa vermutete 1860, der lebenslustige König habe damit seine „Sünden des Fleisches“ sühnen wollen, und nannte Woellners Religionspolitik ein „Wüten gegen den Rationalismus“; der Liberalismus-Forscher Oskar Klein-Hattingen sah 1912 in dem Edikt eine staatliche Förderung der „Heuchelei und Scheinheiligkeit“. Erst während des Ersten Weltkriegs kam der Historiker Otto Hintze auch mit Blick auf die Toleranz, die das Edikt gewährte, zu dem Urteil, es sei „besser“ gewesen „als sein Ruf“. 1953 lobte der konservative Historiker Fritz Valjavec das Edikt als einen der „bedeutendsten Schritte zum Schutz des Lehrbegriffs“ und stellte es in eine Reihe mit dem Verbot des radikalaufklärerischen Illuminatenordens durch den bayrischen Kurfürsten Karl Theodor im Jahr davor. Die Historikerin Elisabeth Fehrenbach kritisiert dagegen das Edikt 1987 als Indiz für den „reaktionären Kurs“, den Preußen nach dem Tod Friedrichs II. eingeschlagen habe. Der australische Historiker Christopher Clark wiederum sieht das Edikt eher positiv: Ziel sei nicht die Einführung einer neuen lutherischen Orthodoxie gewesen, sondern „die Konsolidierung der bestehenden konfessionellen Strukturen und damit die Erhaltung des pluralistischen Kompromisses.“ Insofern stehe es durchaus im Zeichen der Aufklärung. Licht und Schatten sieht die Historikerin Brigitte Meier: Sie hebt hervor, dass es in anderen Staaten des späten 18. Jahrhunderts noch keineswegs selbstverständlich gewesen sei, den jüdischen Mitbürgern eine freie Religionsausübung zuzusichern. Das Religionsedikt zeige diesbezüglich bereits einen hohen Grad an Toleranz. Gleichzeitig aber seien die protestantischen Religionsgemeinden einer rigiden staatlichen Kontrolle unterworfen worden. Die preußische Regierung habe eindeutig keine vollständige Gewissensfreiheit und religiöse Selbstbestimmung angestrebt.